# エゾシカ
エゾシカ（蝦夷鹿、学名:Cervus nippon yesoensis）は、日本の北海道に生息するシカの一種。シカ科シカ属に分類されるニホンジカの亜種である。

## 分布
北海道全域に分布する。日高地方、十勝地方、釧路・根室地方、オホーツク地方など雪の少ない道東・道北の一部に限定的に生息していたが、1990年代以降は空知地方や留萌地方、石狩地方など西部地域への分布拡大が進んでいる。

## 形態
頭胴長140 - 190 cm、尾長約13 cm、体重は雄で90 - 140 kg、雌で70 - 100 kg。最も重いもので170 kgから200kgに達する個体もいる。ニホンジカの亜種の中では最大級の大きさで、小型のヤクシカと比較すると2 - 3倍の重さがある（→ ベルクマンの法則）。体重や脂肪組織の体積は秋に最大となり、こうした特徴は多雪寒冷環境への適応と考えられる。
体毛は夏毛が茶色、冬毛が灰褐色で、臀部後面は季節問わず白色。
歯の数は、切歯は上になく下は6本、犬歯は上が2本下2本、前臼歯は上6本下6本、後臼歯は上6本下6本の合計34本。乳頭数は、胸部と腹部にはなく、鼠蹊部2対の合計4個。蹄数は、各肢とも主蹄1対副蹄1対。
雄のみが有する角もまた、他のニホンジカの亜種よりも大きく立派になる。角は毎年4 - 5月に根元（角座）から外れ落ち（落角）、その後に柔らかな短毛が密生する角（袋角）が生え始め、9月頃には堅い石灰質の角に成長する。

## 生態

### 生息地

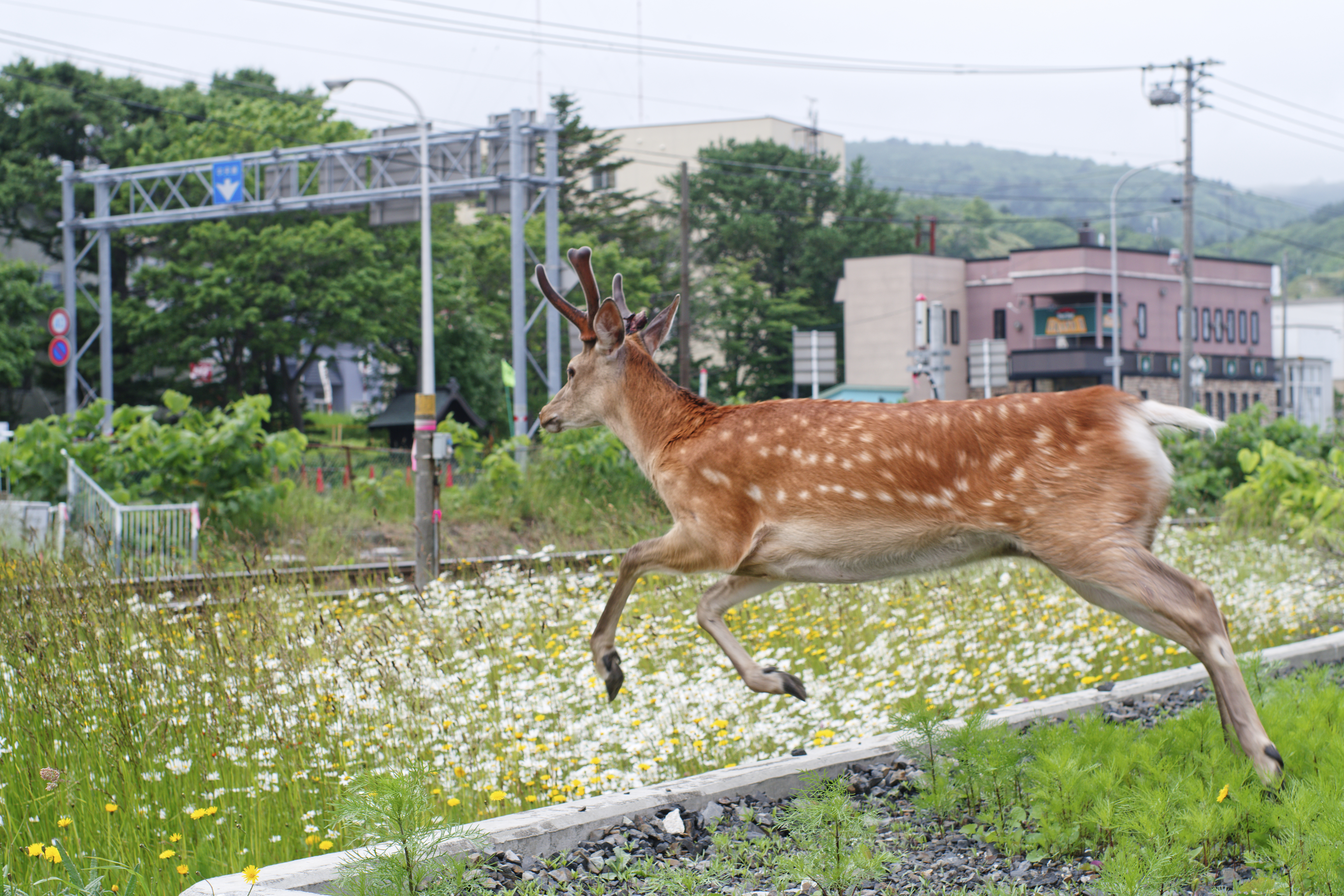
稚内市街地を走るエゾシカ

低地から山地の森林に生息し、特に草原や牧草地との林縁を好む。夏と冬に規則的に移動する個体と年間を通して同じ地域に留まる個体がおり、100km以上移動することもある。基本的に雪の少ない森林で越冬する。北海道の調査では、道内には1000カ所近くの越冬地が存在することが明らかになっており、なかには千頭ものエゾシカが集まる大規模な越冬地も確認されている。
基本的に森林などの自然度の高い環境に生息するが、農地といった人間に近い環境を生活の場とするものも多い。さらに、学校や市街地などの都市部に出没するエゾシカも増えている。石狩管内では市街地にエゾシカが出没した件数は2010年度だけで50件を超えている。羅臼町の市街地では、エゾシカが普通に徘徊し、出産・子育てをしている。

### 食性
草食性で幅広い植物を食べるが、餌不足の際には不嗜好植物や落ち葉まで食べる他、NHK BSプレミアムの『ワイルドライフ』という番組において、毒キノコであるベニテングタケもやや毒性の弱くなった大き目のものであればむしろ好んで食べている事が判明した。また、ニホンジカの亜種の中でも体格が大きいエゾシカは一日に2-5kgもの植物を食べる。食性は季節によって変化があり、夏期には草本や牧草、餌が不足する冬期にはササ類や樹皮などと幅広い。農作物や道路法面の植物を食べることも多い。また、採食する植物の種類も多様で、適応能力の高いジェネラリストといえる。ただし、ハンゴンソウやフッキソウなどのあまりエゾシカが好んで食べない植物も存在する。

### 繁殖
一夫多妻制といわれるが、実際は乱婚型で、雄は縄張りの中にハレムをつくり生活する。特にエゾシカは、他のニホンジカの亜種よりも明確なハレムをつくる。雄同士の争いに勝ち抜いたオスジカは、ハレムのリーダー（ハレムブル）となり、群れの雌と繁殖ができる。交尾期は10 - 11月だが、1頭の雄が交尾できる期間は10日ほどで、1日数十回交尾する。平均妊娠期間は約230日で、翌年の6月初めから7月にかけて出産する。2歳以上の雌の妊娠率は90%以上で、自然増加率は年率15-20%と見積もられている。生まれたばかりの子ジカの体重は約6kgほどだが、生後4か月で50kgまで成長する。
平均寿命は3 - 4年で、最長20年近くまで生きる。主要な天敵はヒグマで、かつてはエゾオオカミもエゾシカを捕食していた。近年のエゾシカの増加に伴い、ヒグマに捕食されるエゾシカは増える傾向にある。

### その他
- 「ぬた場」と呼ばれる湿った窪地に体をこすりつける動作を行うことがあり、これは体に付着する寄生虫を落としたり、体を冷やしたりするためだといわれている[2]。

- 北海道北部道北で突然変異である白変種の白いエゾシカの目撃が相次いでいる。

## 分類
エゾシカの学名 Cervus nippon yesoensis のうちの亜種名 yesoensisは、「蝦夷（北海道）の」を意味する。
日本には、エゾシカの他にホンシュウジカ、キュウシュウジカ、ヤクシカ、ツシマジカ、ケラマジカ、マゲジカと合わせて7種類のニホンジカの在来亜種が生息する。過去にはエゾシカは中国大陸に分布するタイリクジカ（Cervus hortulorum）と同種として扱われていたこともある。
エゾシカとホンシュウジカは形態的に差異があり、生息地はブラキストン線と呼ばれる境界によって明確に分かれているが、遺伝的には区分できないとする研究もある。いくつかの歴史書には、エゾシカが津軽海峡を泳いで本州へ渡ったという記述がある。また、一時的にエゾシカが絶滅の危機に瀕した時期に、数頭のホンシュウジカを北海道に持ち込み、各地に放したという記録もある。こうした断片的情報から、エゾシカとホンシュウジカが歴史上のある期間に交雑してしまっている可能性も指摘されている。養鹿業のためにイギリスからアカシカが北海道に導入されたこともあり、万が一柵から逃亡した場合、エゾシカと交雑する恐れがあるため、他種のシカの導入には注意を要する。

## 個体数の動向

### 北海道開拓期以前
開拓が始まる以前の北海道は原始の森に覆われ、山野に満ち溢れるほどのエゾシカが生息していたとされる。蝦夷を探索し「北海道」と名づけた松浦武四郎は、著書『東蝦夷日誌』のなかで一面に広がるエゾシカの大群に驚愕した体験を記している。

### 19世紀後半〜20世紀前半
開拓が進むとエゾシカは明治初期に多くが狩猟され、1873年から1878年までの間に57万頭以上が捕獲された。この大量捕獲は明治政府が北海道開拓の資金を稼ぐ目的で進めたもので、当時はエゾシカの肉や皮がさまざまな国々に輸出された。同時に、農地開墾や木材生産のため生息地となる森林が伐採され消失した。さらに、1879年の記録的な豪雪がエゾシカを襲い、日高の鵡川地区では7万5000頭のエゾシカが死亡したという報告がある。こうした乱獲と大雪、生息地の破壊により、エゾシカは絶滅寸前となった（→エゾシカ大量死）。このようなエゾシカの大規模な減少は1870年代以前にも何度か発生したことが古記録に書かれている。1879年（明治12年）行政はアイヌにのみエゾシカ猟を許した。エゾシカの減少を危惧して、1890年から1910年まで禁猟措置がとられたが、狩猟が解禁されると再び大雪がエゾシカを襲い、1920年に再び禁猟となった。その後も太平洋戦争などの戦乱により社会は大きく混乱しながらも、1890年から1956年にかけて乱獲と禁猟が繰り返された。

### 20世紀後半以降

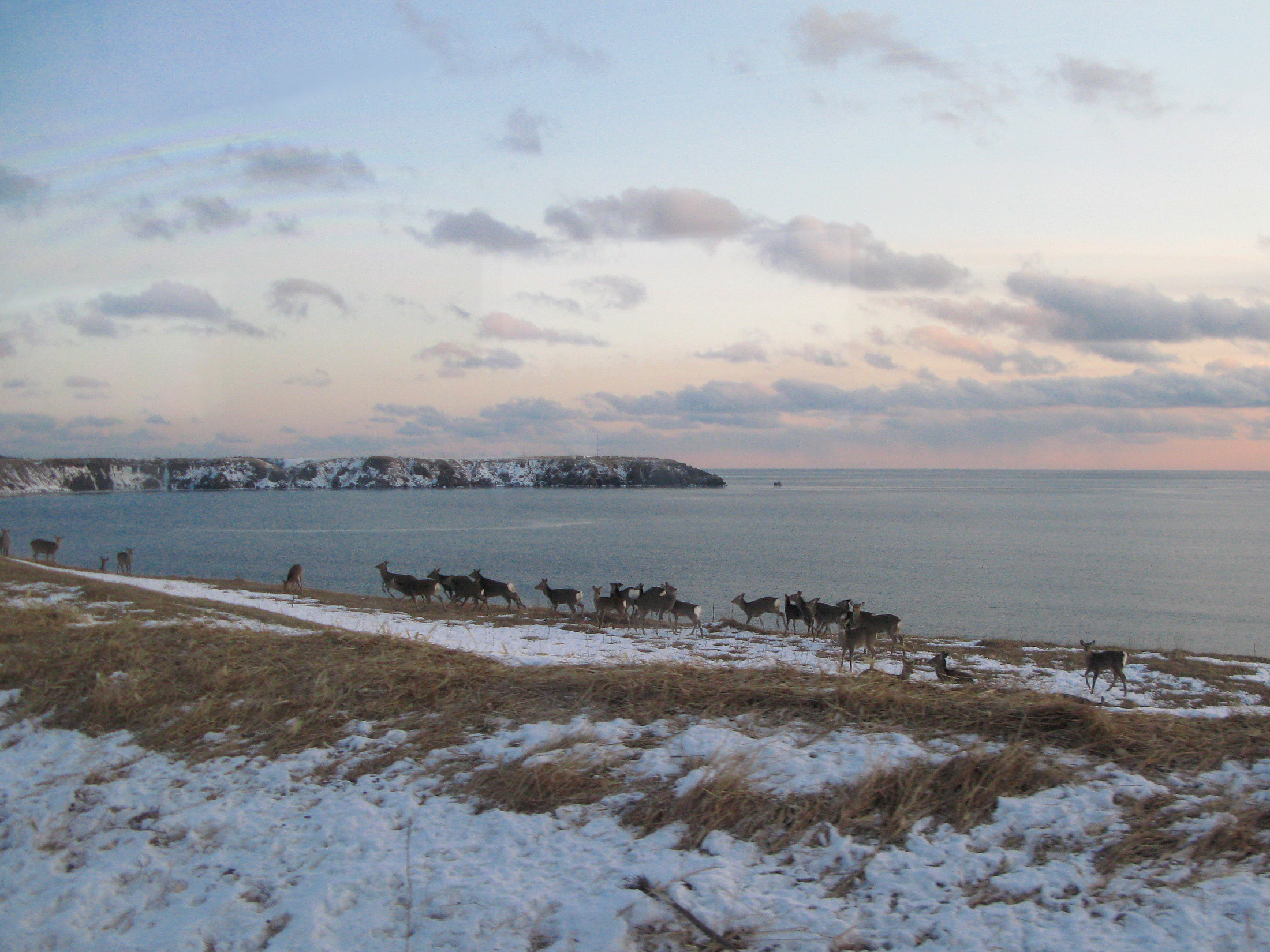
落石岬とエゾシカの群れ（2010年2月）

19世紀後半から20世紀前半にかけての大量死の危機を免れた一部のエゾシカは、主に日高山脈や大雪山脈、阿寒の山系に生き残った。1957年には雄ジカの狩猟が解禁され、可猟区は年々拡大したものの、雌ジカの狩猟は禁止されていたため、戦後からエゾシカの個体数は回復し始めた。1978年から雌ジカの駆除が行われ、1994年には雌ジカの狩猟が解禁となったにもかかわらず、個体数の増加は続いた。とくに個体数が劇的に増加したのは1990年代にかけてである。阿寒に生き残った個体群は北部や西部へ、大雪の個体群は道央や道北へ数を増やしながら分布を拡大させた。また、日高や石狩地方などではその地域にもともと生き残っていた個体が個体数を増大させたとみられている。一方で渡島半島といった道南では2000年代になっても個体数が少ない状況が続いているが、急増する兆しも指摘されている。2010年度には北海道全域における生息数が約65万頭と推定され、戦後最多の状態となっている。
こうした一連の個体数増加の要因として、冬期にも樹冠が覆うトドマツ植林地の増加が越冬地として機能したこと、主要な餌場となる農耕地の拡大といった土地利用の変化が挙げられている。これらの背景を踏まえ、牧草地や植林地に代表される北海道でよくみられる人工的な自然環境が結果的にエゾシカを飼育している状況を生み出しているという指摘もある。絶滅危機の時代以降から現在までに、越冬地の積雪期が長期化するとエゾシカの大量死亡が生じることはあったが、近年は暖冬傾向が続いており、自然死亡率は低いと考えられている。また、エゾシカの天敵のひとつであるエゾオオカミの絶滅もエゾシカ増加に影響しているとする意見もある。一方で、道西部におけるエゾシカの分布拡大といった近年の動向については、オオカミの絶滅では説明ができないとの指摘もある。

### 局所的な動向
全道的なエゾシカの個体数の増加のほかにも、エゾシカが導入された小規模な島などの閉鎖的環境では、生息数の爆発的増加が報告されている。また、急激な生息数の増加の後に、餌不足などの要因により、今度は急激な個体数の減少（個体群崩壊、クラッシュ）が発生することもあり、増加と減少を繰り返す個体数の変動が確認されている。洞爺湖に浮かぶ中島では1950年代から1960年代の間に持ち込まれた合計3頭（雄1頭と雌2頭）が20年後には300頭まで増加している。同様に、奥尻島では明治11 - 12年に6頭が放逐され、約20年後に3000頭という凄まじい数に大繁殖した。その後、駆除が行われて奥尻島内の個体群は絶滅している。また、エゾシカが高密度に存在する知床岬でも個体数の増加と減少が観察されているが、全体的には大幅な減少とはならず、主に若い個体が死亡したこともあってエゾシカの少子高齢化が進んでいるとの報告もある。

## 問題
個体数の爆発的増加に伴い、農林業被害や交通事故といった人間経済への被害、そして採食活動による森林や高山植物などの生態系破壊が深刻化している。もはやエゾシカの問題は、北海道の経済と自然を脅かす社会問題となっており、「災害」とまでいわれている。

### 農林業被害
農業や林業への被害は主要なエゾシカ問題となっている。農林業被害のほとんどは農作物被害が占め、そのうち半数近くが牧草の被害である。食害が確認されている農作物はトウモロコシ、コムギ、テンサイ、バレイショ、豆類などで、牧草はアルファルファなどで被害が発生している。1955年には2000万円だった農林業被害額は、1976年に1億円を突破してから急速に増加し、1996年に50億円に達した。その後一時は減少したが2009年に再び50億円を超え、2011年に64億円に達した。
知床では市街地に出没したエゾシカが民家の庭木や家庭菜園を荒らす被害も起こっている。また、食害のほかにも、牧草地に落ちているエゾシカの角によってトラクターの走行が妨害される事例もある。

### 交通事故

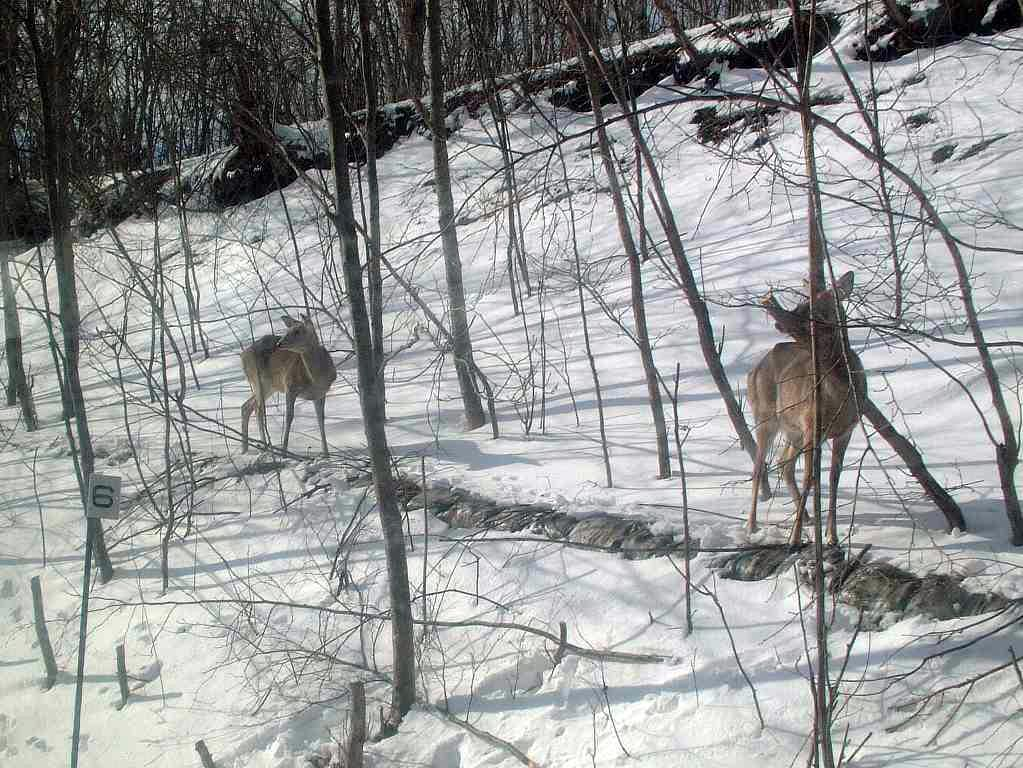
釧網本線列車内から見たエゾシカ（塘路駅付近、2006年4月）

北海道全域でエゾシカと自動車・鉄道との衝突事故（ロードキル）が多発している。自動車との交通事故は年間1800件以上、JR北海道管内で列車の遅延回数は年間2800件以上が発生している。
山地では、野生のエゾシカが頻繁に見られ不意に車道や線路上に飛び出てくるため、至る所にエゾシカ飛び出し注意の道路標識が設置されていたり、路面に「シカ注意」の道路標示がされていたりする。エゾシカの体格が大型であるために、人の死亡事故が起きることがある。
もし自動車で、道内の道路を走行中にエゾシカが飛び出してきたときは、シカを避けようとむやみにハンドルを切らずにブレーキを踏んで停止するとよいとされる。子シカとの衝突を覚悟したほうが、結果的に安全となることも多い。車に衝突した鹿がフロントガラスを破り車内に飛び込み乗車していた全員が死亡するなど痛ましい事故が毎年のように発生している。
交通事故以外にも、空港の敷地内にエゾシカが侵入して飛行機の離着陸が見合わされる事態も発生している。また鉄道敷地内に入り込むことにより列車のダイヤに遅れを生じることも多い。

### 自然植生の破壊
エゾシカによるミヤコザサやクマイザサなどのササ類や草本の採食、オヒョウやハルニレなどの広葉樹に対する樹皮剥ぎ、そして踏みつけによって、北海道の各地で植生が破壊されている。大雪山系 ではヤマグワ、コクワ、ヤマブドウ、ツルウメモドキ、ミヤママタタビなどの果実類も食べられている。知床のシレトコスミレや夕張岳のユウバリソウに代表される高山植物、霧多布湿原のエゾカンゾウや春国岱のハマナスなどの限られた環境に生育する希少な植物も被害を受けている。エゾシカが高密度に生息している森林で台風などによる風倒が発生すると、エゾシカが稚樹を食べてしまい、森林の回復が大きく遅れてしまうといったように、森林更新そのものに影響を与えている事例もある。また、エゾシカの踏みつけや採食により、草地の衰退とともに裸地化が進み、土砂の流出や落石も発生している。

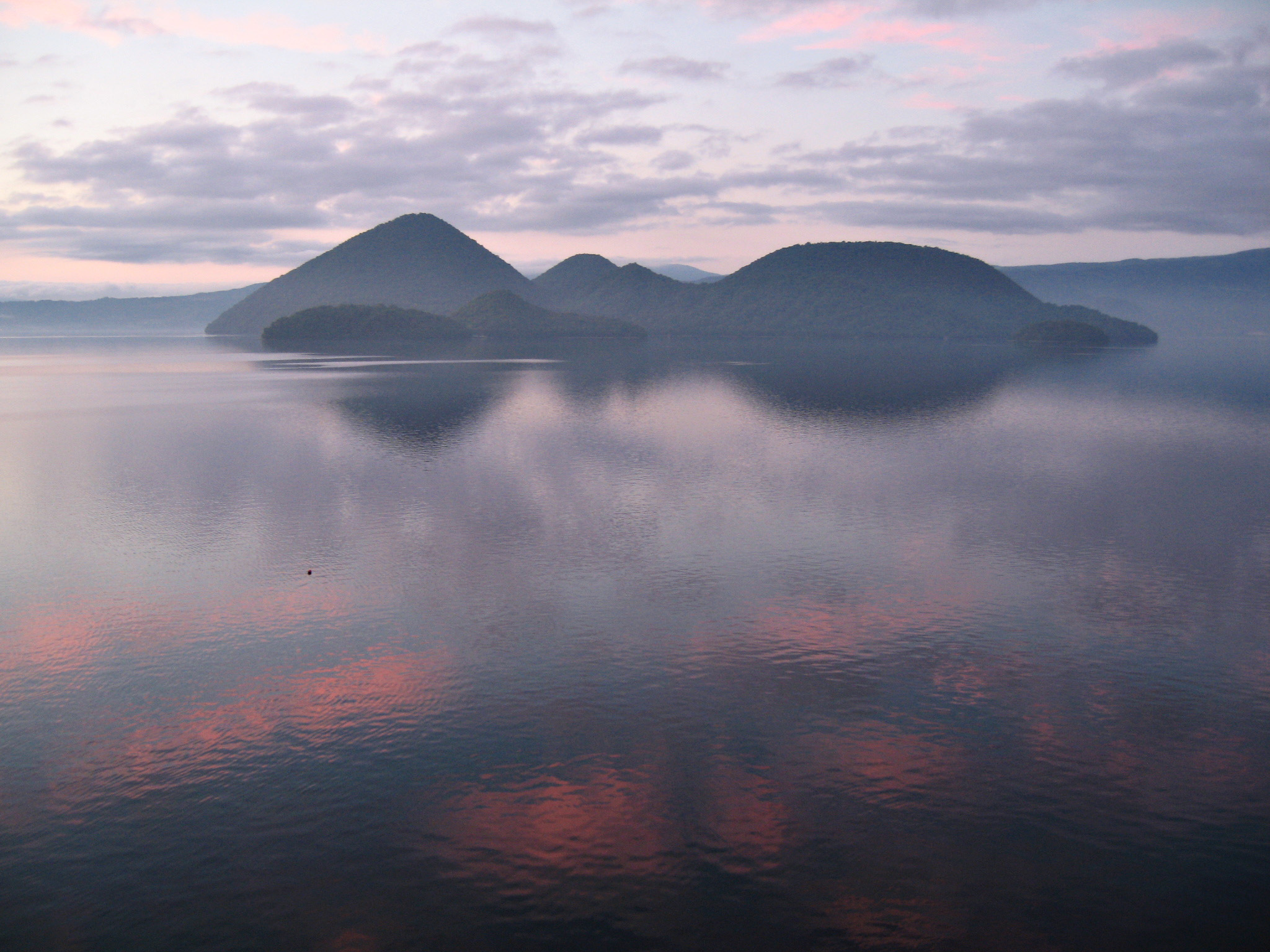
移入されたエゾシカにより環境が激変している洞爺湖中島

エゾシカ個体群が過剰な密度にまで成長して環境収容力を越えている洞爺湖中島では、ススキ、エゾニュウ、オオイタドリ、ヨブスマソウなどの高茎草本やササ群落が消失し、森林植生は壊滅的打撃を受けている。ここまで植生破壊が深刻化すると、シカが届く高さにある下枝が一様に食いつくされ、ディアライン（deer line：ブラウジングラインともいう）が形成される。こうして食べ尽くされる植物がある一方で、ハイイヌガヤ、フッキソウ、ハンゴンソウ、フタリシズカ、ミミコウモリ、外来種のアメリカオニアザミといったエゾシカが好まない不嗜好性植物だけが繁栄し、北海道の植物群落が大きく改変されてしまっている。
さらにこうした植生構造の変化と関連して、植物と相互的につながりのある昆虫へ影響が拡大する可能性も指摘されており、北海道の生態系全体の問題となっている。

### 感染症

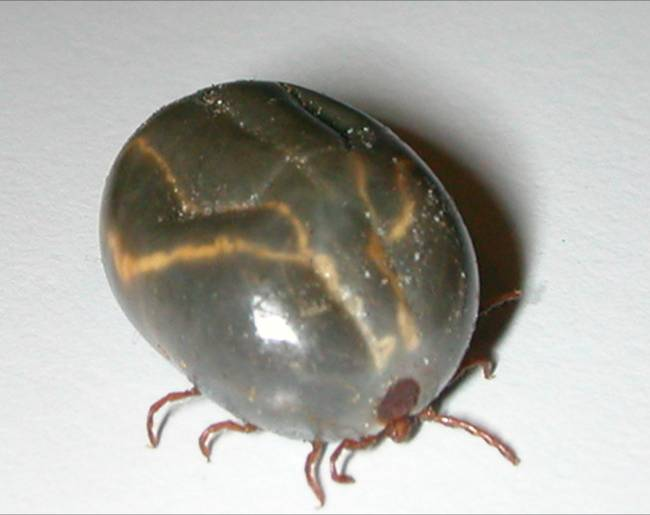
血を吸った雌のフタトゲチマダニ

エゾシカにはシュルツェマダニやヤマトマダニ、フタトゲチマダニなどの6種類のマダニが寄生していることが報告されている。エゾシカの分布拡大と共にこれらのマダニも今まであまりみられなかった地域に分散していくことが懸念される。マダニは咬まれる被害だけでなく、ライム病やダニ媒介性脳炎、Q熱の媒介者となるため、注意を払う必要がある。また、蛭状吸虫科に属する吸虫の肝蛭（カンテツ）が寄生している事があり、糞便中に卵が排出され牧草を介しウシにも感染が拡大する。
海外で問題となっているプリオン病の一種である慢性消耗病（CWD）も、野生もしくは飼育下のエゾシカに発生する危険性があるが、今のところ報告例はない。
2010年に宮崎県で口蹄疫が大流行した際、北海道では増大しているエゾシカが感染の媒介役となる可能性が心配されたが、シカを含めた野生動物が感染するリスクは相当低いとされている。

### 人やペットへの攻撃
基本的にエゾシカは臆病な性格だが、発情期の雄や子育て中の雌は攻撃的になる。雄の大きな角は非常に危険なのはもちろん、踏みつけによる攻撃も人を負傷させるのに十分な威力を持つ。海外ではシカによる人への攻撃行動が度々報告されているが、北海道の羅臼町でも犬を散歩させていた女性がエゾシカによる攻撃を受けて負傷する事件が発生している。

## 対策
エゾシカが引き起こす問題に対して、狩猟の奨励、管理捕獲（有害駆除）、侵入防止柵、忌避剤、爆音機といった様々な手法が試みられている。

### 狩猟・駆除
通常行われる狩猟のほかに、個体数を削減するために管理捕獲（有害駆除）が実施されており、2020年度の捕獲数は狩猟と有害駆除を合わせて約12万9500頭となっている。北海道のエゾシカの狩猟期間は基本的に10月1日から翌年1月31日までだが、地域によって可猟期間が多少異なっている。エゾシカの個体数を抑制するにはハンターの存在は欠かせないが、その一方で現在の日本では高齢化や銃をめぐる世論の厳しさから、「ハンターが絶滅に瀕している」と比喩されるほどハンターの数が減少している。こうしたハンターの不足を補うため、狩猟免許取得に関する助成や支援がされており、2009年度から狩猟免許受験者は増加している（とくに「くくりわな」の需要が増えている）。地域独自の取り組みも行われており、西興部村では2004年より独自の猟区を開設してガイド付きのハンティングを実施している。
一方で、ハンターに多くを依存する方法では個体数をコントロールできないとして、趣味の狩猟とは別に、個体数調整を目的とした専門の人間による駆除（カリング：culling）の導入が試行されている。例えば、餌付けして1カ所に誘き寄せた群れをまとめて撃つというアメリカ合衆国で開発されたシャープシューティングや、自衛隊の協力による駆除活動といった新しい手法が試験的に実施されている。また、従来は法律で禁止されていたエゾシカの活動が活発になる夜間の発砲による駆除も検討されている。市街地では銃が使えないため麻酔の吹き矢でエゾシカを捕獲している。
このような狩猟活動に関連して、ハンターによって撃たれ放置されたエゾシカを食べたオジロワシやオオワシなどのワシ類が銃弾の鉛中毒で死亡する事例が1990年代後半に数多く報告された。そのため、北海道ではエゾシカに限らず全ての狩猟において大型獣捕獲用の鉛製のライフル弾及び散弾の使用を禁止している。2014年10月1日から北海道エゾシカ対策推進条例により、エゾシカを捕獲する目的での鉛弾の所持自体も禁止された。ハンターによる誤射や暴発による死亡事故も過去に発生している。
こうした「エゾシカを殺す」という解決策に対して、動物愛護団体や一部の人間による反対意見もある。洞爺湖中島の例では、観光・森林保護・研究といった様々な立場から、シカの駆除を支持する者と保護を訴える者が激しく対立し、マスメディアの大きな注目を浴びたことが過去にあった。世界遺産の知床のトラスト地では、当初エゾシカを排除しない森づくりを目指し、柵などの設置を進めたが、植生被害が後を絶たなかったため駆除を認めざるを得なくなった。

### 侵入防止柵

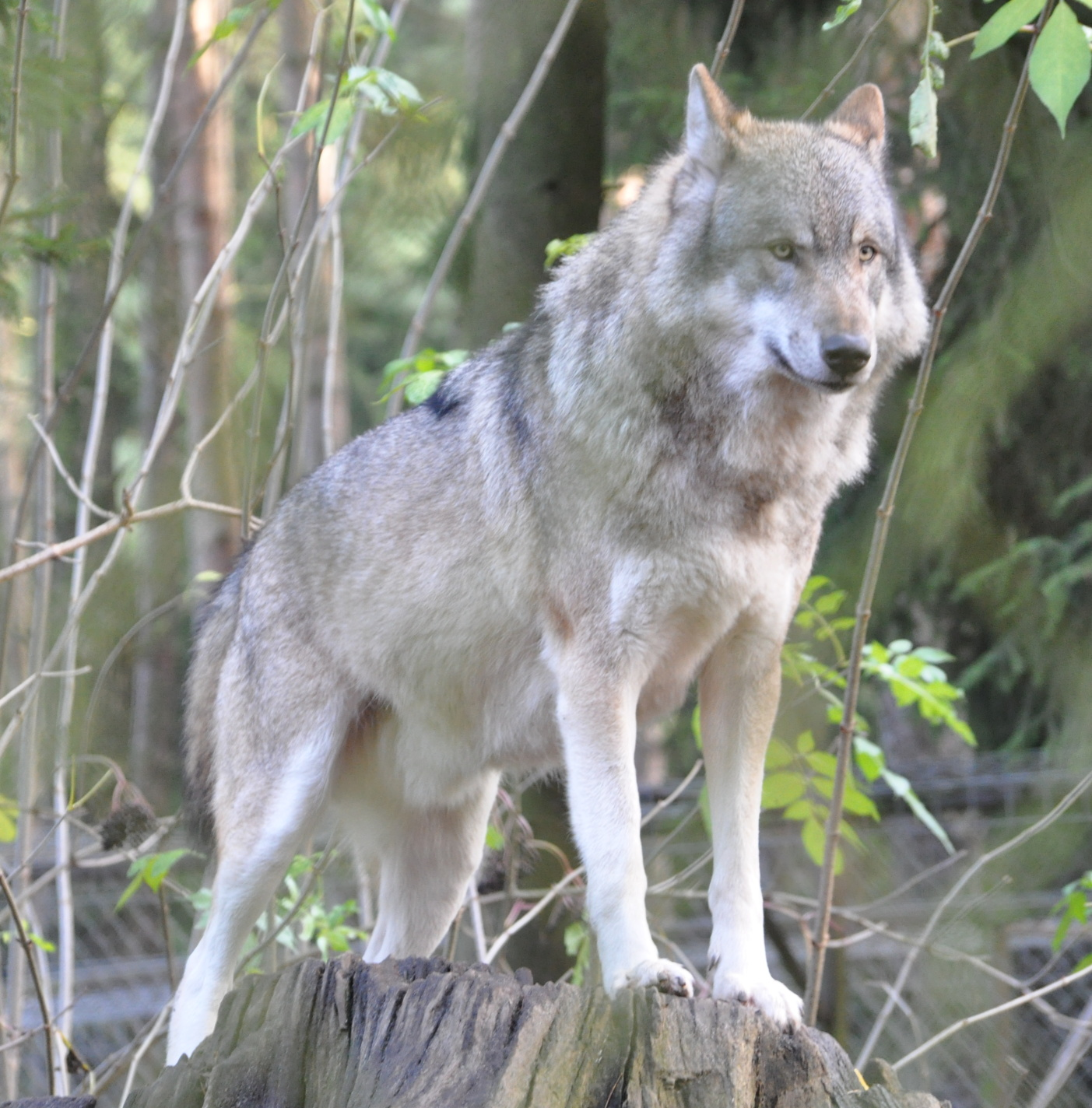
絶滅したエゾオオカミと近縁とされるヨーロッパオオカミ

エゾシカが一定の区画に立ち入れないようにする柵（高さ2.0-2.5m）の設置は一般的によく用いられる手法である。夕張岳では高山植物をエゾシカの食害から保護するために電気柵の設置を試みている。ほかには、エゾシカと車の衝突を防止する目的で、シカ用の横断通路と併用してフェンスが利用される。こうしたフェンス対策は物理的な侵入防止効果のほかに、採食圧や踏圧から生き残った埋土種子による柵内の植生回復が見込める。北海道に設置された対エゾシカ用の侵入防止柵の総延長は、2004年度には3182kmを突破した。

### オオカミの再導入
北海道では1900年頃に絶滅したオオカミを再び北海道の自然に放つことも、シカの個体数を抑制する方法として注目されており、日本オオカミ協会が中心となってオオカミの再導入が提案されている。しかし、自然条件（オオカミに対する地域の自然の収容力、他の生物への悪影響）や社会的な観点（家畜に対する攻撃、オオカミ管理のコスト）から難しいとの意見もあり、実現には至っていない。

## 順応的管理
昭和62年頃からエゾシカによる農林業被害の増加が顕著になったため、平成6年度にエゾシカの雌が狩猟獣に指定された。しかし、当時のエゾシカ猟解禁について、無計画な狩猟は再びエゾシカを絶滅の危機に追いやるのではないかという批判がいくつも寄せられた。そこで、鳥獣保護法の改正に先駆けて、平成10年に「道東地域エゾシカ保護管理計画」が策定され、科学的な個体数管理を目指す動きが始まった。現在ではエゾシカによる問題を解決しエゾシカと人間が共存する社会を実現するため、北海道は鳥獣保護法に基づき「エゾシカ保護管理計画」を策定して対策にあたっている。北海道のエゾシカ保護管理体制は、モニタリングによって個体数の増減動向を把握しながら、捕獲圧を調整する順応的管理（フィードバック管理）を採用している。この計画では、ライトセンサス、ヘリコプターによるカウント、ハンターによる捕獲数と目撃数、エゾシカに関連した交通事故数、農林業被害額などに基づいて個体数指数を推定し、その個体数指数に応じて「緊急減少措置」「持続的利用措置」「漸増措置」「緊急保護措置」の4段階の管理区分を設定している。そして、狩猟規制（狩猟の期間、狩猟者1人1日あたりの捕獲数、捕獲対象性別の制限など）、モニタリング、有効活用の提案、計画推進体制の整備に取り組んでいる。また、「エゾシカ保護管理計画」を科学的知見に基づき推進するため、学識経験者からなるエゾシカ保護管理検討会を設置している。2010年4月からは地方自治体や大学からなる「エゾシカネットワーク」と呼ばれる協議会組織が設立され、効果的な捕獲技術の開発や人材育成といった事業を展開している。さらに、北海道庁の関係各部の連携のため2010年に「エゾシカ緊急対策本部」が立ち上げられ、2011年度からは北海道庁の環境生活部に職員14人からなる「エゾシカ対策室」が新設された（後に「エゾシカ対策課」に名称が変更されている）。
地方の管理活動としては、知床ではエゾシカワーキンググループを立ち上げ、「知床半島エゾシカ保護管理計画」に基づいてエゾシカの保護管理を進めている。洞爺湖の中島では1983年の「洞爺湖中島エゾシカ問題検討会」の開催から1999年の「中島エゾシカ個体群管理計画」の策定、そして2012年の「洞爺湖中島エゾシカ対策協議会」の発足がまとめられるまでさまざまな紆余曲折を経ながらも、世界でも例のない研究や活動が実施されてきた。
エゾシカの保護管理の歴史
- 1876年（明治9年） - 北海道鹿猟規則制定[100]（狩猟者数、猟期、猟法の制限（アマッポの禁止）。
- 1890年（明治23年） - 全道で捕獲禁止措置[4]。
- 1900年（明治33年） - 捕獲禁止措置が解除[4]。
- 1920年（大正9年） - 全道で再び捕獲禁止措置[4]。
- 1957年（昭和32年） - 一部地域でオスジカの捕獲禁止を解除（可猟区の設定）。それ以降概ね3年毎に可猟区の見直し[30]。
- 1975年（昭和50年）-　メスジカの有害駆除を実施[30]。
- 1990年（平成2年）-　「シカ・クマフォーラム北海道1990」が開催[25]。
- 1994年（平成6年）3月 - 道東でのエゾシカの推定生息数は約12万頭[101]。
- 1996年（平成8年）-　「野生動物保護管理指針」を策定[90]。
- 1997年（平成9年）-　「エゾシカ対策協議会」を設置[102]。
- 1998年（平成10年）- 「道東地域エゾシカ保護管理計画」を策定[101]。
- 2000年（平成12年）- 「エゾシカ保護管理計画」を策定[102]。
- 2002年（平成14年）- 「エゾシカ保護管理計画（第2期）」を策定[3]。
- 2008年（平成20年）- 「エゾシカ保護管理計画（第3期）」を策定[102]。全道でのエゾシカの推定生息数は約52万頭。
- 2009年（平成21年）- 全道でのエゾシカの推定生息数は約64万頭[33]。
- 2010年（平成22年）- 「エゾシカネットワーク（エゾシカ管理体制整備事業）」が設立。全道でのエゾシカの推定生息数は約65万頭[32]。
- 2011年（平成23年）- 北海道庁にエゾシカ対策室が新設[103]。エゾシカ緊急対策予算として約26億円を計上（前年度の約4倍）[104]。
- 2012年（平成24年）- 「エゾシカ保護管理計画（第4期）」を策定[3]。
- 2014年（平成26年）- 「エゾシカ対策推進条例」を施行。

## 利用

### 食用
エゾシカ1頭からは約20kgほどの鹿肉が得られ、野生鳥獣肉（ジビエ）の一つとして利用できる。鹿肉は、高タンパクかつ低脂肪で、牛レバーと比べても鉄分も多く含まれており、栄養学的に非常に優れた食品であると評価されている。北海道ではエゾシカを地域固有の資源として有効活用する取り組みの一環として、この鹿肉を流通させる試みが官民一体となって行われている。1999年には行政や猟友会、食肉業者、農協関係者が結集し、「エゾシカ協会」が発足された。また、2010年10月からは毎月第4週の火曜日を「シカの日」と定め、需要拡大に取り組んでいる。従来、鹿肉の利用は鹿刺しや「もみじ鍋」に限られていたが、2000年代からはハンバーグや加工製品などを使った料理がご当地グルメとして普及し始めており、さらにスーパーマーケットやコンビニエンスストアでもエゾシカ肉の関連商品が販売されている。商品はハンバーガー、ソーセージ、カツカレー、おにぎりなどバラエティに富む。人間が食すのには適さない肉や内臓は、ペットフードに活用されるなどしている。流通している鹿肉は、養鹿牧場で一定期間飼育されたものと、ハンターによって狩猟され直接に処理施設で処理されたものの2種類が出荷されている。一方で、食用として有効活用されるエゾシカは、狩猟もしくは駆除されたエゾシカ全体の13%ほどしかなく（平成21年度）、課題となっている。

### エゾシカ肉の安全性
鹿肉は肝蛭、E型肝炎、食中毒などを引き起こす健康に悪影響のある病原体を保有していることがある。しかし、エゾシカは家畜ではなく野生動物であるため、屠畜場法の対象動物ではなく、個体ごとの検査が義務付けられていない。ハンター個人が捕獲し処理した鹿肉の場合はとくに注意が必要で、生肉の摂食は絶対にしてはいけない。北海道庁では、エゾシカの捕獲から解体に至るまでの衛生的な処理の方法について具体的な基準を定めたエゾシカ衛生処理マニュアルを2006年より作成・公表している。また、エゾシカ協会では、安全な鹿肉を流通させるためエゾシカ肉推奨制度を発足させ、厳しい衛生基準をクリアした処理工場の製品にのみ推奨マークの使用が認められている。
なお、エゾシカは草食性なので、北海道でみられるエキノコックスの心配はない。エキノコックスは基本的に、餌となる肉を経由して肉食動物や雑食動物に寄生する。したがって草や木の皮を食べるエゾシカにはエキノコックスが感染する可能性は考えにくい。キタキツネなど感染した動物の糞尿がついた植物を口にする可能性は有るが、これまでに牛やエゾシカにエキノコックスが感染した例は無い。もし仮に感染したとしても、エキノコックスは肝臓に寄生するので、肝臓を食さなければ問題は無いとする見解もあるが、肝臓には肝蛭が寄生していることがあり、十分な加熱調理が必要である。

### 皮革・角
食肉としての活用の他にも、エゾシカ革を使ったバックなどの革製品やエゾシカの角を用いた加工品の製造・販売もされている。毛の内部には空気層があるため保温性に優れるが、繊維に加工すると肌触りが悪いためナイロンなどを組み合わせる必要があるなど、衣服にするにはコストが上昇する。
角（袋角）などを強壮剤に用いることもできるが、北海道のエゾシカが医薬資源として活用されることは法的な問題からほとんど行われていない。
これら有効活用が実現できれば、経済効果は約150億円に達するという試算もある。

## アイヌとの関わり
アイヌ語でエゾシカはユㇰ（獲物の意味）と呼ばれるが、ユㇰの意味は幅広く、食糧として利用されたクマやタヌキなども指す名称である。さらに地方ごとにシカの性別や年齢によって細かく呼び分けていた。北海道にはエゾシカに因んだ地名がいくつかあり、例えば南富良野町の幾寅（ユㇰトゥラㇱペッで「シカが登る川」の意味）、門別町の幾千世（ユㇰチセで「シカ・家」の意味）、鹿追町（クテクウㇱで「鹿を狩るための柵がある土地」の意味）などが挙げられる。
アイヌにとってエゾシカはほとんど主食といってもよく、弓矢やイヌを用いたり、崖や水中に追い立てたりして狩猟した。内臓は生で食べ、膀胱は脂肪を溶かしたシカ油を保存する入れ物として利用した。また、角はクマや海獣を狩るための槍や農具に、毛皮は防寒着に使用し、陰茎は占いに利用したという。エゾシカが著しく減少した明治初期には、餓死するアイヌも現れ、狩猟生活から農耕生活へ転向する者が増えた。
アイヌはイヨマンテなどの儀礼にエゾシカを用いる事はなかった。また、アイヌ文化においてはシカそのものの神（カムイ）は存在せず、ユㇰコㇿカムイ（シカを司る神）と呼ばれる神が人々の祈りに応じて地上にシカを放すモノだと考えられており（同様の考えはアイヌの重要な食料魚だったサケでも伝えられている）、シカが取れた際はユㇰコㇿカムイにカムイノミ（神への礼拝）を捧げて謝意を表すのが習いであった。

### 書籍
- 埴原和郎, 藤本英夫, 浅井亨, 吉崎昌一, 河野本道, 乳井洋一『アイヌ : シンポジウムその起源と文化形成』北海道大学図書刊行会、1972年。国立国会図書館書誌ID:000001213623。「1971年7月11日-13日札幌市で開催されたシンポジウムの記録」
- 大泰司紀之・梶光一・間野勉『シカ・クマフォーラム北海道1990報告書』野生生物情報センター、1990年10月31日。
- 小宮輝之『フィールドベスト図鑑 日本の哺乳類』学習研究社、2002年3月29日。ISBN 4-05-401374-0。
- 阿部永・石井信夫・伊藤徹魯・金子之史・前田喜四雄・三浦慎悟・米田政明『日本の哺乳類 改訂版』東海大学出版会、2005年7月20日。ISBN 4-486-01690-4。
- 湯本貴和・松田裕之『世界遺産をシカが喰う シカと森の生態学』文一総合出版、2006年3月31日。ISBN 4-8299-1190-5。
- 高槻成紀『シカの生態誌』東京大学出版会、2006年6月22日。ISBN 4-13-060187-3。
- 天野哲也・増田隆一・間野勉『ヒグマ学入門 自然史・文化・現代社会』北海道大学出版会、2006年10月25日。ISBN 4-8329-7391-6。
- 梶光一, 宮木雅美, 宇野裕之『エゾシカの保全と管理』北海道大学出版会、2006年11月25日。ISBN 4832981714。全国書誌番号:21153804。
- 丸山直樹・須田知樹・小金澤正昭『オオカミを放つ 森・動物・人のよい関係を求めて』白水社、2007年1月25日。ISBN 978-4-560-04076-8。
- D. R. McCullough, S. Takatsuki, and K. Kaji (2009). Sika Deer Biology and Management of Native and Introduced Populations. Springer. ISBN 978-4-431-09428-9
- S. D. Ohdachi, Y. Ishibashi, M. A. Iwasa, and  T. Saitoh (2009-07). The Wild Mammals of Japan. Shoukadoh. ISBN 978-4-87974-626-9
- 大橋弘一 ほか「Faura No.25」、有限会社ナチュラリー、2009年9月15日、全国書誌番号:01008146。
- 門崎允昭『野生動物調査痕跡学図鑑』北海道出版企画センター、2009年10月20日。ISBN 978-4832809147。
- 大泰司紀之, 平田剛士, 近藤誠司『エゾシカは森の幸 : 人・森・シカの共生』北海道新聞社、2011年2月5日。ISBN 9784894535862。国立国会図書館書誌ID:000011100820。
- 依光良三『シカと日本の森林』築地書館、2011年2月10日。ISBN 978-4-8067-1416-3。
- 赤坂猛『特集 エゾシカ 今、問われる共存の知恵「アーバン・ディア 札幌近郊のエゾシカの生息実態について」』財団法人北海道新聞野生生物基金〈モーリー No.25〉、2011年12月25日、9-13頁。ISBN 978-4-89453-630-2。
- 増田泰『特集 エゾシカ 今、問われる共存の知恵「知床のエゾシカ 世界遺産の地に及ぶシカの採食による負荷」』財団法人北海道新聞野生生物基金〈モーリー No.25〉、2011年12月25日、18-21頁。ISBN 978-4-89453-630-2。
- 伊吾田順平『特集 エゾシカ 今、問われる共存の知恵「ハンティングで地域おこし 西興部村猟区におけるエゾシカ地域管理の取り組み」』財団法人北海道新聞野生生物基金〈モーリー No.25〉、2011年12月25日、22-25頁。ISBN 978-4-89453-630-2。
- 梶光一『特集 エゾシカ 今、問われる共存の知恵「洞爺湖中島のシカ騒動30年史」』財団法人北海道新聞野生生物基金〈モーリー No.25〉、2011年12月25日、26-29頁。ISBN 978-4-89453-630-2。
- 中岡俊子『特集 エゾシカ 今、問われる共存の知恵「都市と地元をつなぐ エゾシカ角拾いボランティア」』財団法人北海道新聞野生生物基金〈モーリー No.25〉、2011年12月25日、30-31頁。ISBN 978-4-89453-630-2。
- 吉田剛司『北海道新聞野生生物基金フォーラム2011　シンポジウム エゾシカを考える「エゾシカ被害の現状と生育実態」』財団法人北海道新聞野生生物基金〈モーリー No.25〉、2011年12月25日、39-40頁。ISBN 978-4-89453-630-2。

### 論文
- 増子孝義「エゾシカによる被害の防止と今後の対策―資源活用の可能性―」『ヒトと動物の関係学会誌』第28巻、2011年、17頁。

### 報告書等
- 北海道環境生活部「道東地域エゾシカ保護管理計画」（PDF）1998年、2011年6月22日閲覧。
- 北海道環境生活部「エゾシカ衛生処理マニュアル」2006年、2014年4月1日閲覧。
- 羅臼町「第2期羅臼町鳥獣被害防止計画」（PDF）2011年、2011年6月21日閲覧。
- 北海道環境生活部「エゾシカ保護管理計画（第3期）」（PDF）2008年、2014年4月1日閲覧。
- 北海道環境生活部「エゾシカ保護管理計画（第4期）」（PDF）2012年、2014年4月1日閲覧。